# Безсмъртни
Вижте пояснителната страница за други значения на Безсмъртни.
Безсмъртните (от гръцки: Ἀθάνατοι; понякога наричани Десет хиляди безсмъртни или Персийските безсмъртни) е име, дадено от Херодот на елитна армия от воини, които се бият под знамената на Персийската империя.
Тези сили са изпълнявали две роли. Били са едновременно елитна шахска гвардия и редовна армия по времето на разширяващата се империя и по времето на Гръко-персийските войни. Персийското им име вероятно е Anûšiya („компаньоните, придружителите“).
Херодот ги описва като тежко въоръжени пехотинци, водени от пълководеца си Хидарн (строперсийски: Видарна, което значи Изкормвача), който постоянно поддържа броя им точно 10 000 души. Херодот твърди, че произходът на името на отряда идва от обичая всеки сериозно ранен, тежко болен или убит войник веднага да се заменя от нов, поддържайки сплотеност в редиците. В полка се приемат само мидийци, еламити или персийски кандидати.

## История
Безсмъртните играят важна роля за завладяването на Нововавилонското царство от Кир II Велики през 547 г. пр. Хр., във военната кампания на Камбис II срещу Египет през 525 г. пр. Хр. и нашествието на Дарий I в Индия и Скития съответно през 520 и 513 г. пр. Хр. Безсмъртните участват и в битката при Термопилите през 480 г. пр. Хр. и са сред персийските окупационни сили в Гърция под командването на Мардоний през 479 г. пр. Хр. След Гръцко-персийските войни отрядът на Безсмъртните е разформирован.
Този елитен корпус се нарича Безсмъртни само в източници, посочени от Херодот. Въпреки че има доказателства и източници за тях от Персия, никъде не се посочва това име. Вероятно информацията от Херодот е грешна, като той бърка думата Anûšiya („придружител, компаньон“) с Anauša („безсмъртни“).

## Екипировка
Херодот описва въоръжението им, както следва: плетен щит, къси копия, мечове или дълги ножове, лък и стрели. Под робите си носят дълги люспести метални ризници. По копията им за разлика от на обикновените войници има сребро; за разграничаване на ранговете върховете на офицерските копия са от злато или сребро. Отрядът им е следван от керван с покрити каруци, камили и мулета, които транспортират тяхното въоръжение и продукти заедно с наложници и прислужващ персонал. Този керван транспортира единствено продукти и храни специално запазени за консумация само от Безсмъртните. Смята се, че за украса върху главите си са носили диадеми. Точната форма на украшенията не е сигурна, но различни източници ги описват като плат или филц, който може да се спуска над лицето, предпазвайки го от вятър и прах в сухите персийски равнини. Оцелели цветни стъклени тухли и релефи от времето на Персийската империя ни показват Безсмъртните носещи натруфени роби и златни накити.

## Наследство
Титлата „Безсмъртни“ за пръв път е възстановена в сасанидската войска, където има военна част наброяваща 10 000 души, подобно на частта на предшествениците им ахемениди с тази разлика, че са конница. Задачата им е главно да влизат в битка в критични и решаващи моменти от етапа ѝ.
Наименованието „Безсмъртни“ се среща и в Източната Римска империя по времето на император Михаил VII (1071 – 1081 г.). Неговият стратег Никифор реорганизира войската след катастрофалното поражение при Манцикерт от турците през 1071 г. Остатъците от провинциалните войски са обединени в имперски полк кръстен на „Персийските Безсмъртни“ и според ромейския историк Никифор Вриений, наброявал 10 000 бойци.
Векове по-късно по времето на Наполеоновите войни, френските войници наричат Имперската гвардия на Наполеон – „Безсмъртни“.
В модерната иранска армия по времето на последния шах, доброволните отряди които изграждат Имперската гвардия също се наричат „Безсмъртни“, по примера на персийската гвардия. Те са базирани в казарми в Техеран. През 1978 г. тези елитни части се състоят от 4000 – 5000 мъже, включително и танков батальон. След падането на имперския режим през 1979 г. „Безсмъртните“ са разпуснати.

## Галерия
- Персийските Безсмъртни, релеф в Персепол
- Мидийски (ляво) и персийски (дясно) бойци от отряда на Безсмъртните
- Боец от Безсмъртните, детайл от стена в двореца на Дарий I в Суза
- Персийските Безсмъртни (съвременна възстановка)